# Oryzopsis molinioides
Oryzopsis molinioides är en gräsart som först beskrevs av Pierre Edmond Boissier, och fick sitt nu gällande namn av Eduard Hackel och Ove Wilhelm Paulsen. Oryzopsis molinioides ingår i släktet Oryzopsis och familjen gräs. Inga underarter finns listade i Catalogue of Life.